# Māhir al-Muʿaiqlī
Māhir bin Hamad bin Muʿaīqil al-Muʿaiqlī al-Balawi (en árabe, ماهر بن حمد بن معيقل المعيقلي البلوي) también transcrito como Maher al-Mueaqly o al-Muaiqly (Medina, 7 de enero de 1969) es un importante imam saudí y uno de los más grandes recitadores del Corán (qârî) oficiando en la Gran Mezquita de La Meca, lo que le da gran fama incluso fuera de su país en cuanto a su lectura.

## Biografía
Al-Muaiqly nació el 7 de enero de 1969 en Medina, una de las dos ciudades sagradas del islam en Arabia Saudita, en la provincia de Al Wajh donde emigró su padre.
Viviendo cerca de La Meca, creció en una familia musulmana muy piadosa. Se sumerge muy rápidamente en las recitaciones coránicas y se dedica a aprender el Corán en su totalidad.Al-Muaiqly es padre de cuatro hijos, todos ellos titulados en aprendizaje del Corán.

## Carrera
Al-Muaiqly obtuvo en Medina un diploma de profesor en matemáticas de la facultad de profesores, antes de ser destinado a La Meca en la escuela Balat Achouhada.
Más tarde se convirtió en consejero estudiantil en la escuela del Príncipe Abd Al Majid en La Meca. En 2004 obtuvo un máster en jurisprudencia islámica (Fiqh) en la Universidad Umm al-Qura, por el que obtuvo la mención de excelencia. Se doctoró siete años después en la misma universidad.
Como profesor de la Facultad de Sharia y Estudios Islámicos en La Meca, fue desde 2004 imam en la mezquita Abd Arrahmane Assaâdi en La Meca y luego en la Mezquita del Profeta de 2005 a 2006. Desde octubre de 2006, fue imam en Medina durante dos años. No fue hasta 2008 que se convirtió oficialmente en imán en la mezquita sagrada de La Meca.
Durante su tiempo libre, al-Muaiqly realiza numerosas visitas tanto a su país de origen como al extranjero, con el objetivo de invitar a la gente al Islam (dawa). A menudo se le ha pedido inaugurar mezquitas por todo el mundo árabe. Al mismo tiempo, puso en marcha en La Meca actividades de dawa y de sensibilización de la juventud musulmana al Islam.

## Recitaciones
Desde la década de 2000, al-Muaiqly ha estado grabando casetes que contienen sus recitaciones coránicas. Además, muchos canales de televisión y radio, así como sitios en Internet, difunden su salmodia. Es reconocido por la calidad de sus recitaciones y por su buena reputación dentro de la comunidad musulmana.